# Ogallala
Ogallala – miasto w Stanach Zjednoczonych, w stanie Nebraska, siedziba administracyjna hrabstwa Keith.